# محمود محمد الطناحي
محمود محمد الطَّناحِي (1353- 1419 هـ / 1935- 1999 م) من علماء العربية، بحَّاثة ومحقق مِصري، وأديب كاتب، وأستاذ جامعي وخبير بالمخطوطات العربية، وأبرز تلامذة العلامة شيخ العربية محمود محمد شاكر.

## ولادته وتحصيله
ولد محمود بن محمد بن علي بن محمد الطََّناحِيُّ بقرية كفر طبلوها بمحافظة المنوفية، جمهورية مصر العربية، يوم 24 ذي الحجة 1353هـ الموافق 29 مارس (آذار) 1935م. انتقل إلى القاهرة في الثامنة من عمره، وأتمَّ حفظ القرآن الكريم برواية حفص في الثالثة عشرة.  

محمود الطناحي طالبًا في المرحلة الثانوية، في معهد القاهرة الديني بالأزهر، عام 1955، وقد كتب اسمه بخطِّه

التحق بمعهد القاهرة الديني التابع للأزهر الشريف، وحصل على الشهادة الابتدائية عام 1953، والشهادة الثانوية عام 1958م. ثم التحق بكلية دار العلوم بجامعة القاهرة - وحصل على شهادة الليسانس في علوم اللغة العربية والشريعة الإسلامية عام 1962م. حصل من الكلية نفسها على شهادة الماجستير (قسم النحو والصرف والعروض) عام 1972م بتقدير «ممتاز»، وكان موضوع أطروحته ابن معطي وآراؤه النحوية، مع تحقيق كتابة: الفصول الخمسون).	ومن كلية دار العلوم أيضا حصل على شهادة الدكتوراه (قسم النحو والصرف والعروض) عام 1978م بمرتبة الشرف الأولى. وكان موضوع أطروحته ابن الشجري وآراؤه النحوية، مع تحقيق الجزء الأول من كتابه: الأمالي النحوية.

## مناصبه
عمل عقب تخرجه عام 1963 م معيداً بمعهد الدراسات العربية بالجامعة الأمريكية بالقاهرة. وفي عام 1965م ترك الجامعة الأمريكية، وعين خبيراً بمعهد المخطوطات العربية بجامعة الدول العربية (المنظمة العربية للتربية والثقافة والعلوم – اليونسكو العربية).	ظل بمعهد المخطوطات إلى أواخر عام 1978م، حيث انتدب أستاذاً مشاركاً بقسم الدراسات العليا العربية بكلية الشريعة – جامعة الملك عبد العزيز بمكة المكرمة – كلية اللغة العربية، جامعة أم القرى الآن. ثم استقال منها بنهاية العام الدراسى 1409هـ = 1989م.	عين أستاذاً مساعداً بكلية الدراسات العربية والإسلامية بجامعة القاهرة – فرع الفيوم في 27/ 3/ 1991م. رقي أستاذاً بتاريخ 31/ 5/ 1995م. انتقل للعمل أستاذاً ورئيساً لقسم اللغة العربية وآدابها بكلية الآداب – جامعة حلوان بتاريخ 1/ 8/ 1996م.

## إسهاماته
عمل خبيراً بمجمع اللغة العربية بالقاهرة، وعضوا بالهيئة الاستشارية العليا بمركز تحقيق التراث بدار الكتب المصرية، وعضواً بالهيئة المشتركة لخدمة التراث العربي (المنظمة العربية للتربية والثقافة والعلوم – معهد إحياء المخطوطات العربية).	له أكثر من خمسة وثلاثين عنواناً ما بين مؤلف ومحقق.	نشر عدة مقالات بمجلات الرسالة والهلال والكتاب العربي والمجلة والثقافة والشعر بالقاهرة. ومجلة مجمع اللغة العربية بالقاهرة ودمشق، والعربي بالكويت، ودعوة الحق بالمغرب، وكلية اللغة بمكة المكرمة.	ناقش وأشرف على عشرات الباحثين من طلاب الماجستير والدكتوراه بجامعة أم القرى بمكة المكرمة والجامعة الإسلامية بالمدينة المنورة وجامعة الامام محمد بن سعود الإسلامية بالرياض وجامعة القاهرة وجامعة عين شمس وجامعة حلوان وجامعة الأزهر وجامعة الإسكندرية.
شارك في عدة مؤتمرات وندوات علمية أقمتها كبرى الهيئات الثقافية بالعالم العربي منها جامعة الدول العربية وجامعة الموصل بالعراق ورابطة العالم الإسلامي ورابطة الجامعات الإسلامية وجامعة الكويت وجامعة العين بالإمارات العربية المتحدة ومؤسسة الفرقان بلندن وتركيا ومؤسسة آل البيت بالأردن ومؤسسة جمعة الماجد بدبي.	تعد أعماله من محققات ومؤلفات من أهم المراجع الرئيسية لمحققي التراث من الجيل الحالي وشباب الباحثين.	اشتهر بموسوعيته العلمية واطلاعة على كافة علوم العربية ودرايته الواسعة بها.	تتلمذ على أيدي كبار علماء العالم العربي في العصر الحديث كالأستاذ محمود شاكر، والأستاذ عبد السلام هارون، والأستاذ السيد صقر، والأستاذ فؤاد سيد، والأستاذ محمد رشاد عبد المطلب، والأستاذ محي الدين عبد الحميد، والأستاذ حسن الصيرفي – جميعا -.

## مؤلفاته وآثاره

### التحقيقات
1. النهاية في غريب الحديث والأثر. لمجد الدين بن الأثير المتوفى سنة 606 هـ (خمسة أجزاء: الثلاثة الأولى بالاشتراك، والرابع والخامس بالانفراد) مطبعة عيسى البابي الحلبي. القاهرة 1383 هـ = 1963 م.
2. طبقات الشافعية الكبرى. لابن السبكي المتوفى سنة 771هـ (عشرة أجزاء. بالاشتراك) الطبعة الأولى بمطبعة عيسى البابى الحلبى. القاهرة 1383 هـ == 1964م. والطبعة الثانية بدار هجر. القاهرة 1413 هـ == 1992م.
3. العقد الثمين في تاريخ البلد الأمين (مكة المكرمة). لتقي الدين الفاسي المتوفى سنة 832هـ (الجزء الثامن). مطبعة السنة المحمدية – القاهرة 1388هـ - 1969م.
4. الغريبين – غريبي القرآن والحديث – لأبى عبيدة الهروي المتوفى سنة 401هـ (الجزء الأول) المجلس الأعلى للشئون الإسلامية. القاهرة 1390 هـ = 1970م.
5. الفصول الخمسون – في النحو – لابن معطي المتوفى سنة 628هـ - وهو رسالة الماجستير بكلية دار العلوم – مطبعة عيسى البابى الحلبى. القاهرة 1396 هـ - 1976م.
6. تاج العروس، شرح القاموس. للمرتضى الزبيدي المتوفى سنة 1205هـ. (الجزء السادس عشر) وزارة الإعلام بالكويت 1396هـ - 1976م.
7. الجزء الثامن والعشرون من تاج العروس. الكويت 1413 هـ = 1993م.
8. منال الطالب في شرح طوال الغرائب. لمجد الدين بن الأثير المتوفى سنة 606هـ. مركز البحث العلمي وإحياء التراث الإسلامي – جامعة أم القرى بمكة المكرمة 1403هـ = 1983م – وقد حصل هذا الكتاب على الجائزة الأولى في تحقيق التراث بمجمع اللغة العربية بالقاهرة.
9. أرجوزة قدمية في النحو لليشكرى المتوفى سنة 370هـ (نشرت ضمن: دراسات عربية وإسلامية مهداة إلى أبى فهر محمود محمد شاكر، بمناسبة بلوغه السبعين. مطبعة المدني – القاهرة 1403هـ = 1982م.
10. كتاب الشعر – أو شرح الأبيات المشكلة الإعراب – لأبى على الفارسي المتوفى سنة 377 هـ (جزءان) مكتبة الخانجى. القاهرة 1408هـ = 1988م.
11. أمالى ابن الشجرى المتوفى سنة 542هـ (ثلاثة أجزاء. اشتملت على (84) مجلساً، منها (49) مجلساً، حصل بها المحقق على شهادة الدكتوراة من كلية دار العلوم مكتبة الخانجي. القاهرة 1413 هـ = 1992م.
12. ذكر النسوة المتعبدات الصوفيات لأبى عبد الرحمن السلمى المتوفى سنة 412 هـ مكتبة الخانجي. القاهرة 1413هـ = 1993م.
13. أعمار الأعيان. لابن الجوزي المتوفى سنة 597 هـ. مكتبة الخانجي. القاهرة 1414هـ = 1994م.

### المؤلفات

محمود الطناحي عقب حصوله على الماجستير من كلية دار العلوم، عام 1972، وعن يمينه أعضاء لجنة المناقشة: تمَّام حسان، وعبد السلام هارون، وحسين نصَّار

1. مدخل إلى تاريخ نشر التراث العربي. مكتبة الخانجى. القاهرة 1405 هـ = 1985م.
2. عن التصحيف والتحريف – محاضرة نشرت بآخر الكتاب السابق.
3. الموجز في مراجع التراجم والبلدان والمصنفات وتعريفات العلوم – مكتبة الخانجى. القاهرة 1406 هـ = 1985م.
4. نبذة في تاريخ الطب العربي – مقدمة لكتاب الطب النبوي لابن قيم الجوزية. مطبعة عيسى البابى الحلبى. القاهرة 1399 هـ - 1979م.
5. التنبيه على خطأ «الغريبين» للحافظ أبى الفضل بن ناصر مجلة البحث العلمي والتراث الإسلامي – مكة المكرمة 1400 هـ = 1979م.
6. فهارس كتاب غريب الحديث لأبى عبيد القاسم بن سلام المتوفى سنة 224هـ - مجلة البحث العلمي والتراث الإسلامي – مكة المكرمة 1401هـ = 1980 م.
7. فهارس كتاب الأصول في النحو. لابن السراج المتوفى سنة 316 هـ. مكتبة الخانجى – القاهرة 1406هـ = 1986م.
8. فهرس الأشعار لكتاب ديوان المعانى. لأبى هلال العسكري المتوفى نحو سنة 395 هـ مجلة معهد المخطوطات بالقاهرة. المجلدان 37، 38 – 1313، 1414 هـ = 1993، 1994 م.
9. ديوان المعانى. لأبى هلال العسكري وشئ من التحليل والدراسة العروضية المجلد 66، ج 1، 3. مجلة مجمع اللغة العربية بدمشق 1410، 1412 هـ = 1990، 1991 م.
10. مجد الدين بن الأثير وجهوده في علم غريب الحديث – بحوث ندوة أبناء الأثير - جامعة الموصل بالعراق – كلية الآداب 1403هـ = 1983م.
11. المتنبى للأستاذ / محمود محمد شاكر. تقديم – موسوعة عصر التنوير (أهم مائة كتاب في مائة عام) دار الهلال – الجزء الأول. القاهرة 1992م.
12. الرسالة. للشافعي. تحقيق الشيخ / أحمد محمد شاكر. تقديم. موسوعة عصر التنوير. الجزء الثاني. القاهرة 1993م.
13. من إعجاز القرآن – العلم الأعجمى في القرآن مفسراً بالقرآن للأستاذ/ محمود رءوف أبو سعدة. تقديم. دار الهلال. القاهرة 1993م.
14. جموع التكسير والعرف اللغوي. مجلة مجمع اللغة العربية. القاهرة – المجلد 71 – 1413 هـ = 1992م.
15. شرح شواهد الإيضاح لأبي علي الفارسي. تأليف ابن برى المصري المتوفى سنة 582 هـ - عرض ونقد. مجلة مجمع اللغة العربية. القاهرة. المجلد 72 – 1413هـ = 1993م.
16. كتاب الفرق – بين صفات الإنسان وصفات الحيوان لثابت بن أبي ثابت، من علماء القرن الثالث، عرض لنشرته، وتعريف بمخطوطه ثانية له اكتشفها الدارس بخزانة القرويين بفاس. مجلة مجمع اللغة العربية بدمشق. المجلد 51، ج 2، 1396 هـ = 1976 م.
17. الفهرس الوصفي لبعض نوادر المخطوطات بالمكتبة المركزية بجامعة الإمام محمد بن سعود الإسلامية. الرياض 1413 هـ 1993م.
18. الكتاب المطبوع بمصر في القرن التاسع عشر. كتاب الهلال _ أغسطس 1996 م هذا إلى (40) أربعين مقالة بمجلة الهلال المصرية، في قضايا العربية.
19. قضية إنقاذ المخطوطات – ماتحقق ومالم يتحقق -. مجلة معهد المخطوطات بالقاهرة 1417 هـ = 1996 م.
20. كتاب صنعة الشعر لأبى سعيد السيرافى. تحقيق نسبته ونقد نشرته. مجلة معهد المخطوطات بالقاهرة 1417هـ = 1997م.
21. كتاب الردة والفتوح. لسيف بن عمر التميمى. عرض ونقد. الكتاب التذكارى للأستاذ الدكتور / ناصر الدين الأسد. الأردن 1997 م.
22. مراجعة كتاب أعلام النصر المبين في المفاضلة بين أهلي صفين لأبي الخطاب عمر بن الحسن بن دحية الكلبي المتوفى سنة 633هـ == 1235م. دار الغرب الإسلامي – بيروت 1418 هـ 1998م.
23. تقديم كتاب محمود شاكر: قصة قلم، تأليف عايدة الشريف، كتاب الهلال، دار الهلال، القاهرة، 1998.

محمود الطناحي مع شيخه محمود محمد شاكر في شرفة بيته، عام 1993

### صدر له بعد وفاته
1. مستقبل الثقافة العربية، كتاب الهلال، دار الهلال، القاهرة، مايو 1999.
2. مقالات العلامة الدكتور محمود محمد الطناحي – صفحات في التراث والتراجم واللغة والأدب – جمعها وأعدها للنشر الأستاذ محمد محمود الطناحي، راجعها الأستاذ عبد الحميد البسيوني، صدرها الأستاذ محمد بن ناصر العجمي، قدم لها عبد الله حمد محارب - مجلدان – دار البشائر الإسلامية، بيروت، 1422هـ - 2002 م.
3. في اللغة والأدب – دراسات وبحوث – مجلدان – جمعها وأعدها للنشر الأستاذ محمد محمود الطناحي، دار الغرب الإسلامي، بيروت، 2002 م.

1. النهاية في غريب الحديث والأثر، لمجد الدين بن الأثير، تحقيق بالانفراد، طبعة ثانية مزيدة ومنقحة، المكتبة المكية، مكة المكرمة.
2. الغريبين – غريبي القرآن والحديث – لأبي عبيدة الهروي، سبعة مجلدات، طبعة ثانية مزيدة ومنقحة للجزء الأول وطبعة أولى لباقي الأجزاء، دبي.
3. من أسرار اللغة في القرآن والسنة، دار الفتح، عمان، الأردن.

### صدر عنه بعد وفاته
1. كتاب محمود الطناحي...ذكرى لن تغيب، مجلد واحد يحوي جل ما كتبه عن العلامة الراحل زملاؤه وأصدقاؤه ومحبوه وعارفو فضله وتلامذته، أعده وقدم له الأستاذ محمد محمود الطناحي، دار المدني، القاهرة، 1420هـ-1999م.
2. كتاب محمود الطناحي... عالم العربية وعاشق التراث، تأليف الأستاذ أحمد العلاونة، سلسلة علماء ومفكرون معاصرون – لمحات من حياتهم وتعريف بمؤلفاتهم، دار القلم، دمشق، 1422هـ - 2001 م.
3. ترجمة وافية في كتاب ذيل الأعلام – معجم تراجم لأشهر الرجال والنساء من العرب والمستعربين والمستشرقين، تأليف الأستاذ أحمد العلاونة، المجلد الثاني، دار المنارة، جدة، 1422 هـ - 2002 م. (لقد قرأت كتاب الشعر لأبى على الفارسي مخطوطا أما بعد تحقيق الطناحي له فكأني ما قرأته قبل فمحمود الطناحي هو أفضل محقق الآن)
4. كتبت عقب وفاته مجموعة من المقالات والدراسات والبحوث الرصينة جاوزت المائة في كبرى الجرائد والدوريات العربية.

## وفاته
توفي محمود الطناحي صباح الثلاثاء 6 ذي الحجة 1419 هـ الموافق 23 مارس 1999م. وأبنته جامعة الدول العربية وجامعة القاهرة وجامعة حلوان. 

## طالع أيضًا
- مصطفى صادق الرافعي
- محمود شاكر
- عبد العظيم الديب